# Церковь Покрова Пресвятой Богородицы (Покровское, Свердловская область)
Церковь Покрова Пресвятой Богородицы — православный храм в селе Покровском Пригородного района Свердловской области. Построен в 1872—1908 годах.

## История
В 1806 году, приехавший в свою уральскую вотчину, промышленник Николай Никитич Демидов рекомендовал заводской конторе во вновь заводимых деревнях Салке, Шайтанке и Бобровке «в нарядно сделанных киотах поставить образа».
В 1807 году в 20 верстах от Нижнего Тагила образовалась деревня Салка (от названия местной речки Салки). Местном населением были крепостными, переселенцы из Тульской, Симбирской и Черниговской губерний. Первоначально селили их в избах барачного типа (казармы). В дальнейшем деревня Салка стала селом, которое было переименовано в Никольское — в честь Николая Никитича Демидова.
В 1820 году построили первую деревянную церковь во имя Святителя Николая Чудотворца Архиепископа Мирликийского. Здесь отпевали усопших, принимали исповедь и причастие, крестили новорожденных, венчали новобрачных, слушали проповеди. Церковь была духовным центром села.
В 1856 году был построен деревянный храм во имя Покрова Пресвятой Богородицы, который сгорел во время пожара в 1974 году, в советское время в нём был организован сельский клуб и библиотека.
В 1872 году жители села Никольское обратились к Демидову с просьбой о строительстве большой каменной церкви, так как старый приход стал тесен. Демидов прошение сельчан принял, но в средствах отказал, разрешил лишь рубить лес на нужды постройки. Храм начали строить на пожертвования сельчан. При сборе средств на строительство церкви местный житель Вернигор Архин Аркадьевич пожертвовал сто рублей (для сравнения — цена коровы в те времена равнялась 8-10 рублям). На одном из сходов казначеем избрали Степана Горелова. Он занимался сбором средств и организацией строительства церкви. Для изготовления кирпича была найдена глина на окраине леса. Её сначала месили босыми ногами женщины, затем сделали конные глиномешалки. Катухи для кирпича и штамповку делали вручную. Построили сарай для сушки кирпича. Сами выстроили печь для обжига кирпича. Кирпич был настолько прочен, что телега с грузом проезжая по отожженному кирпичу не переламывала его.
Храм строился более 30 лет.
В 1908 году строительство церкви было завершено. Храм выполнен в русско-византийском стиле и имеет форму креста. Он был красив не только снаружи, но и внутри. Отличался богатейшей отделкой: хрустальное паникадило в позолоченной оправе и сияющий золотом иконостас. Церковь освятили в честь Покрова Пресвятой Богородицы и село стало называться Покровское. Оно стало центром Покровской волости Верхотурского уезда Пермской губернии.
В 1931 году большевики запретили колокольный звон храма. С колокольни был сброшен главный колокол. Малыми разрешалось звонить только при пожаре и отбивать часы. В то время в храме был настоятелем протоиерей Иаким (Рысев). 8 сентября 1937 года он был приговорен к расстрелу за то, что окрестил четырёх пионеров. Его вывезли на 12 километр Московского тракта города Екатеринбург где до смерти забили.

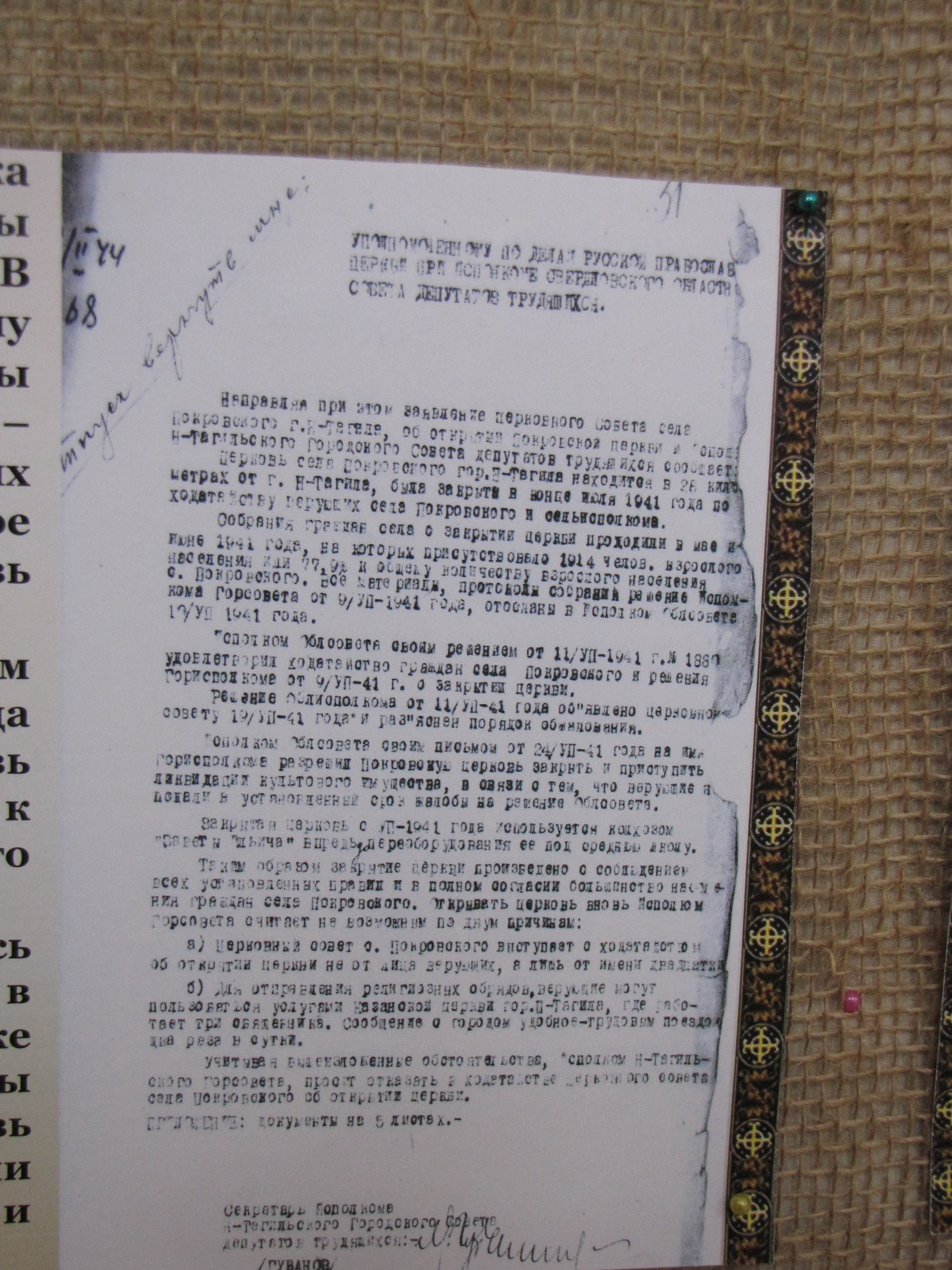
Справка о закрытии церкви села Покровского, Свердловской области

В конце июля 1941 года решением местного горкома компартии храм закрыли. Церковь подвергли разграблению: почитаемые православные святыни, церковные книги и иконы сжигали. Здание передали созданному в селе колхозу «Заветы Ильича» под зернохранилище. Затем в нём открыли производство мягкой кровли. Поставили станки, а в алтаре устроили туалет, оскверняя некогда святое место.
В 1984 году производство преобразовали в участок цеха швейной фабрики «Маяк», где шились матрасы.
В 1991 году разрушенный и осквернённый храм вернули прихожанам.

## Святыни

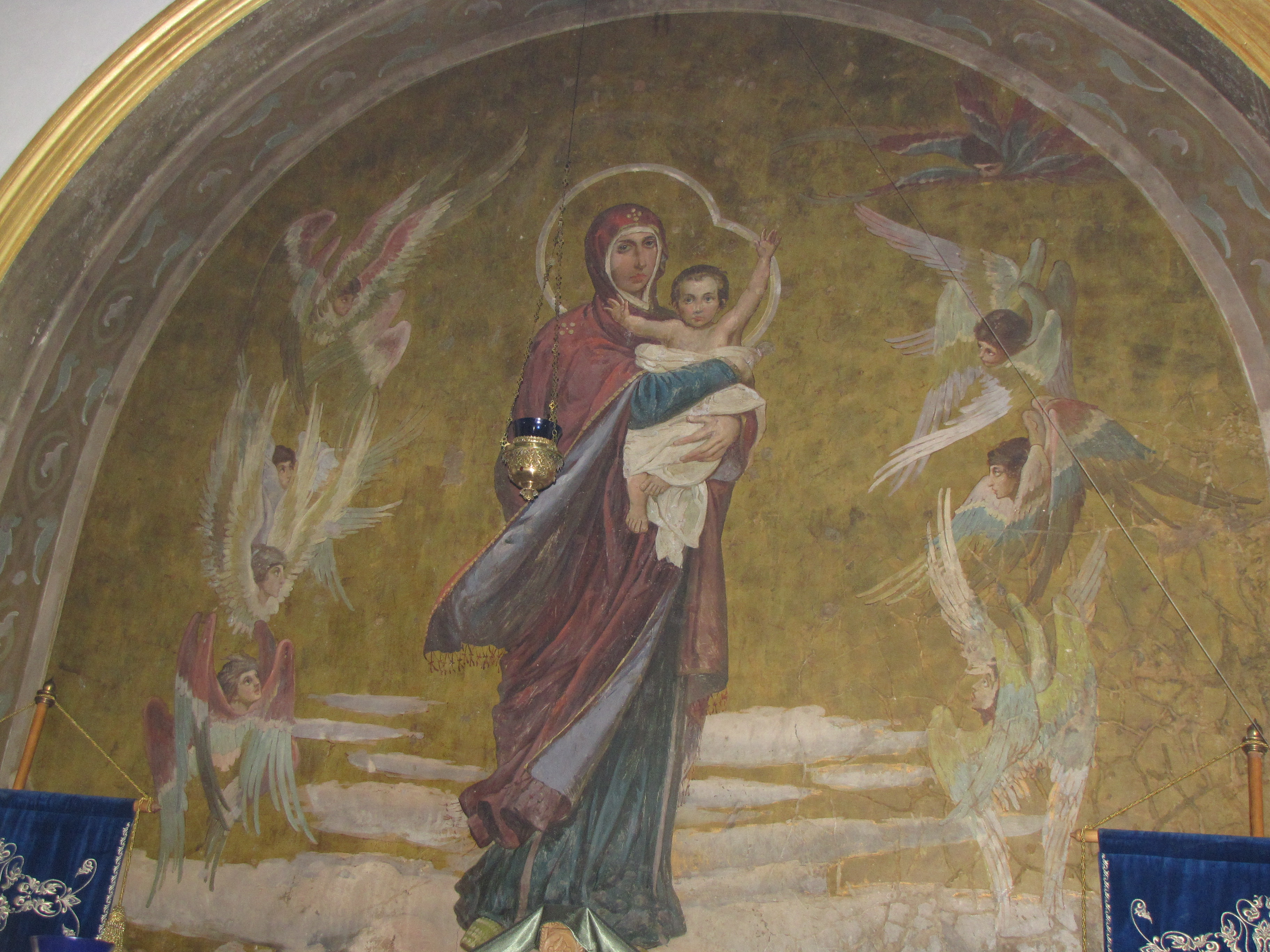
Фреска образа Пресвятой Богородицы «Благодатное Небо»

Главной святыней храма стала чудом уцелевшая до наших дней алтарная фреска образа Пресвятой Богородицы «Благодатное Небо». Написана она была в алтаре за престолом. На образе Богоматерь изображена с Младенцем на левой руке и нимбом овальной формы одним на двоих, стоящая на облаке в окружении восьми шестикрылых Серафимов. Младенец Христос ручками как бы обнимает весь мир. Эта фреска является списком заалтарной иконы Образа Пресвятой Богородицы «Благодатное Небо», созданной в Киеве русским живописцем Виктором Михайловичем Васнецовым во Владимирском соборе с 1885—1896 гг. Этот образ искусствоведы называют «Васнецовской Богоматерью». Сам Виктор Михайлович считал эту работу главным делом своей жизни. По завершении росписи кафедрального Владимирского Собора Васнецов произнес фразу: «Я поставил свечку Богу».
Икона Божией Матери «Благодатное Небо» относится к группе «Акафистных икон», основным смыслом которых является прославление Богородицы как Царицы Небесной. Ей молятся о наставлении на путь, ведущий ко спасению и наследию Царствия Небесного.
Фреску «Благодатное Небо» со стены неоднократно пытались удалить, в конечном итоге её решили попросту забелить, но лик Божией Матери все равно проявлялся. Так фреска сохранилась по сей день.
При храме имеется собственный святой источник с купелью в честь Образа «Благодатное Небо».
Икона Божией Матери «Благодатное Небо» считается покровительницей ВВС, также существует почетная медаль «Благодатное Небо», которой награждаются за служение и труды по охране воздушных рубежей Отечества, освоение космоса.

## Текущее состояние
Сегодня в храме во имя Покрова Пресвятой Богородицы идет восстановление.
По субботам и воскресеньям ведутся службы. Храм открыт без выходных. Часы работы: 8:30-18:00
Службу ведет настоятель храма иерей Сергий (Самков).